# Lydia Davis

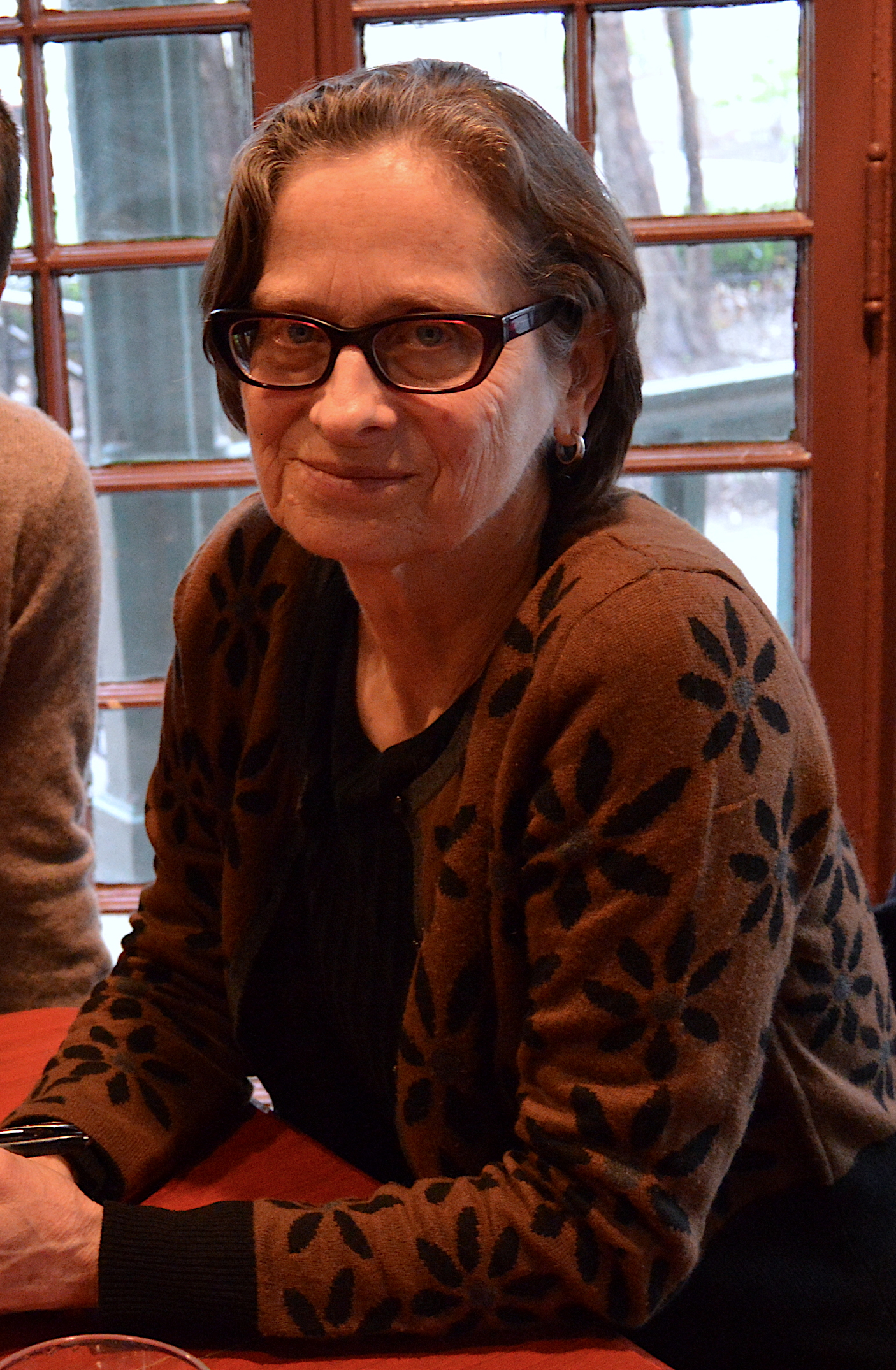
Lydia Davis

Lydia Davis (Northampton (Massachusetts), 15 juli 1947) is een Amerikaanse schrijfster van romans, korte verhalen en essays. Tevens heeft ze het werk van een groot aantal Franse auteurs onder wie Flaubert, Proust en Foucault vertaald. Ze vertaalde ook twee romans van de Belgische schrijver Conrad Detrez.
In 2013 werd haar oeuvre bekroond met de Man Booker International Prize.

## Nederlandse vertalingen
- 2012 Varianten van ongemak (Varieties of Disturbance)
- 2014 Het eind van het verhaal (The end of the Story)
- 2014 De taal van dingen in huis
- 2014 Verzamelde verhalen
- 2016 Bezoek aan haar man